# Wiesbaden (Schiff, 1915)
Der Kleine Kreuzer Wiesbaden war ein Schiff der Kaiserlichen Marine und Typschiff seiner Klasse. Der Kreuzer wurde im Ersten Weltkrieg eingesetzt und sank am 1. Juni 1916 während der Skagerrakschlacht.

## Technik
Das Schiff hatte eine Verdrängung von 6.601 t und besaß einen bis 60 mm starken Seitenpanzer. Die Bewaffnung bestand aus acht 15-cm-Geschützen, vier 5,2-cm-Geschützen und vier 50-cm-Torpedorohren. Außerdem konnten bis zu 120 Minen mitgeführt werden.

## Geschichte
Die Wiesbaden lief am 30. Januar 1915 in Stettin auf der Werft AG Vulcan vom Stapel und wurde am 23. August 1915 in Dienst gestellt. Ihr einziger Kommandant war Fregattenkapitän/Kapitän zur See Fritz Reiß.

### Erster Weltkrieg
Nach der Ausbildung in der Ostsee wurde das Schiff der II. Aufklärungsgruppe zugeteilt. Ab Dezember 1915 versah die Wiesbaden Vorposten- und Sicherungsdienste in der Nordsee und nahm an Minenoperationen teil. Am 3. Mai 1916 versuchte die Wiesbaden vergeblich, das Marineluftschiff L 20 zu bergen, das nach einem Angriff auf England nach Nordosten abgetrieben worden war und schließlich in Norwegen strandete.

#### Skagerrakschlacht
Am 31. Mai 1916 nahm die Wiesbaden in der von Konteradmiral Friedrich Boedicker befehligten II. Aufklärungsgruppe (Flaggschiff war das Schwesterschiff Frankfurt) an der Skagerrakschlacht teil. Schon zu Beginn der Schlacht wurde das Schiff durch einen Volltreffer in den Maschinenraum manövrierunfähig geschossen. Im Laufe der Schlacht trieb es zwischen den Schlachtlinien und wurde fortwährend von den britischen Schiffen beschossen. Später erhielt es noch einen Torpedotreffer ins Heck. Das Schiff zeigte dabei eine erstaunliche Standfestigkeit und ging erst nach Stunden, am 1. Juni 1916 gegen 2:45 Uhr, nahezu mit der gesamten Besatzung unter.
22 Männer konnten sich zunächst auf drei Flöße retten, aber nur der Oberheizer Hugo Zenne konnte zwei Tage später als einziger Überlebender von dem im norwegischen Drammen beheimateten Dampfer Willy gerettet werden. Zenne war nach 40-stündigem Aufenthalt stark unterkühlt, hatte aber keine bleibenden Schäden davon getragen. Er wurde in Norwegen auf dem Kanonenboot Ellida von norwegischen Marineoffizieren vernommen. Auf Betreiben der deutschen Gesandtschaft konnte Zenne bereits am 15. Juni aus Norwegen ausreisen und traf am 17. Juni in Warnemünde ein.
Die übrigen 589 Besatzungsmitglieder starben. Unter ihnen befand sich auch der niederdeutsche Dichter Johann Kinau, bekannt als Gorch Fock.

## Das Wrack heute
Das Wrack wurde von Tauchern der Bundesmarine 1983 in 52 Metern Tiefe gefunden. Ein Stück der Wellenabdeckung wurde von Marinetauchern der Deutschen Marine im Rahmen einer Tauchübung geborgen und dem Wrackmuseum Cuxhaven geschenkt. Ende Juni 2011 wurde das Wrack (Position ungenau: 57° 1′ N, 5° 53′ O) von einer Gruppe deutscher Taucher erneut betaucht. Dabei wurde festgestellt, dass die beiden Propeller des Kreuzers fehlen. Es wird vermutet, dass sie bereits vor 1983 von Bergungstauchern gehoben wurden. Es wurde überlegt, Teile des Schiffes zu bergen und in Gedenken an die letzte Seeschlacht im Internationalen Maritimen Museum Hamburg auszustellen.

## Modellbauten
Ein Modell des Kreuzers befindet sich im Rathaus der Stadt Wiesbaden, wo es am 31. Mai und 1. Juni eines Jahres auf Anfrage besichtigt werden kann.